# باسمة حلاوة
باسِمة حَلاوة (1949 - 1979) شاعرة، وكاتبة قصصية فلسطينية. ولدت في نابلس وتوفيت في الولايات المتحدة الأمريكية. لها ديوان شعر عنوانه «ثلاث تراتيل شعريّة» ومجموعة قصصية بعنوان «لوز أخضر».

## سيرتها الذاتية
ولدت «باسمة حلاوة» في مدينة نابلس سنة 1949 وتلقت تعليمها الابتدائي والثانوي فيها. ثم التحقت بالجامعة الأردنية، فتخرجت حاملة الإجازة من قسم الاجتماع سنة 1972. عملت بعد تخرجها أمينة لمكتبة بلدية القدس. كتبت القصة القصيرة والشعر، ونشرت في المجلات والصحف الفلسطينية والعربية.

## حياتها الشخصية
في أغسطس 1976 تزوجت من الشاعر المصري زين العابدين فؤاد الذي تعرفت إليه في بيت الشاعر أحمد فؤاد نجم في القاهرة. من محبسه في سجن طرّه كتب عام 1977 لها قصيدة «الأغنية الأولى لباسمة»:
ومصر اللي من جوه سجني
تجيني صورتها الجديدة
ونابلس تجيني في غناكي حمامه بعيدة
تجيني قصيدة. أحبك
وبينك وبين البلاد البعيدة، جيوش اليهود
وبيني وبينهم صفوف الكلاب، القيود،
تهدي سجوني نخطي الحدود
أحبك يخضر لموني وزيتوني
يفتح على طرف أيدنا البارود

يفتح على طرف إيدنا البارود.

## وفاتها
كانت باسمة حلاوة مصابة بمرض مزمن في القلب، وتوفيت سنة 1979 الولايات المتحدة حيث كانت تخضع لعملية في القلب، وأوصت أن تدفن في مسقط رأسها، وأن يطاف بالنعش في شوارع نابلس.

## أعمالها الأدبية
- ثلاث تراتيل شعرية، ديوان شعر
- لوز أخضر، مجموعة‌ قصصية

أعدت مجموعة قصصية للطبع، وأرسلتها إلى الناشر في لبنان، لكنها فقدت أثناء الغزو الإسرائيلي للبنان.

## تكريم بعد وفاتها
منحت وسام القدس للثقافة والفنون والآداب في سنة 1990.